# Ruysdaelkade 2-4
Het complex Ruysdaelkade 2-4, ook Rioolgemaal F genoemd, bestaat uit gebouwen aan de Ruysdaelkade in De Pijp te Amsterdam-Zuid. Het is een van de vier gemeentemonumenten aan de kade, het Moppesgebouw niet meegerekend. Het complex is kadastraal ook bekend als Stadhouderskade 46. Eerder stond op deze locatie het Polderhuis.
Het is gebouwd naar een ontwerp van Publieke Werken in Amsterdam. Architect was Allard Remco Hulshoff. Dit zijn de enige gebouwen met een even nummer aan de Ruysdaelkade, die hier nog geen kade is, maar een straat naar de Boerenwetering. Op het complex was van 1925 tot 1987 een rioolgemaal gevestigd. Het riool was toen verouderd en werd buiten werking gesteld. De gebouwen werden verhuurd aan een kunstinstelling. De gebouwen, met hun kenmerken van de strakke Amsterdamse School, vallen op in de straat, die aan de overzijde een eclectische bouwstijl heeft meegekregen. Tussen de bouwjaren zit dan ook een verschil van bijna vijftig jaar.
Het gebouwtje aan de Stadhouderskade draagt het jaartal 1925. Kunstenaar Street Art Frankey vulde op de grens 2019/2020 de opening tussen "19" en "25" met de ontbrekende getallen op met cijfer in de typografie van de Amsterdamse School.
Aan de achterzijde van het complex ligt het kleine Carel Willinkplantsoen.   

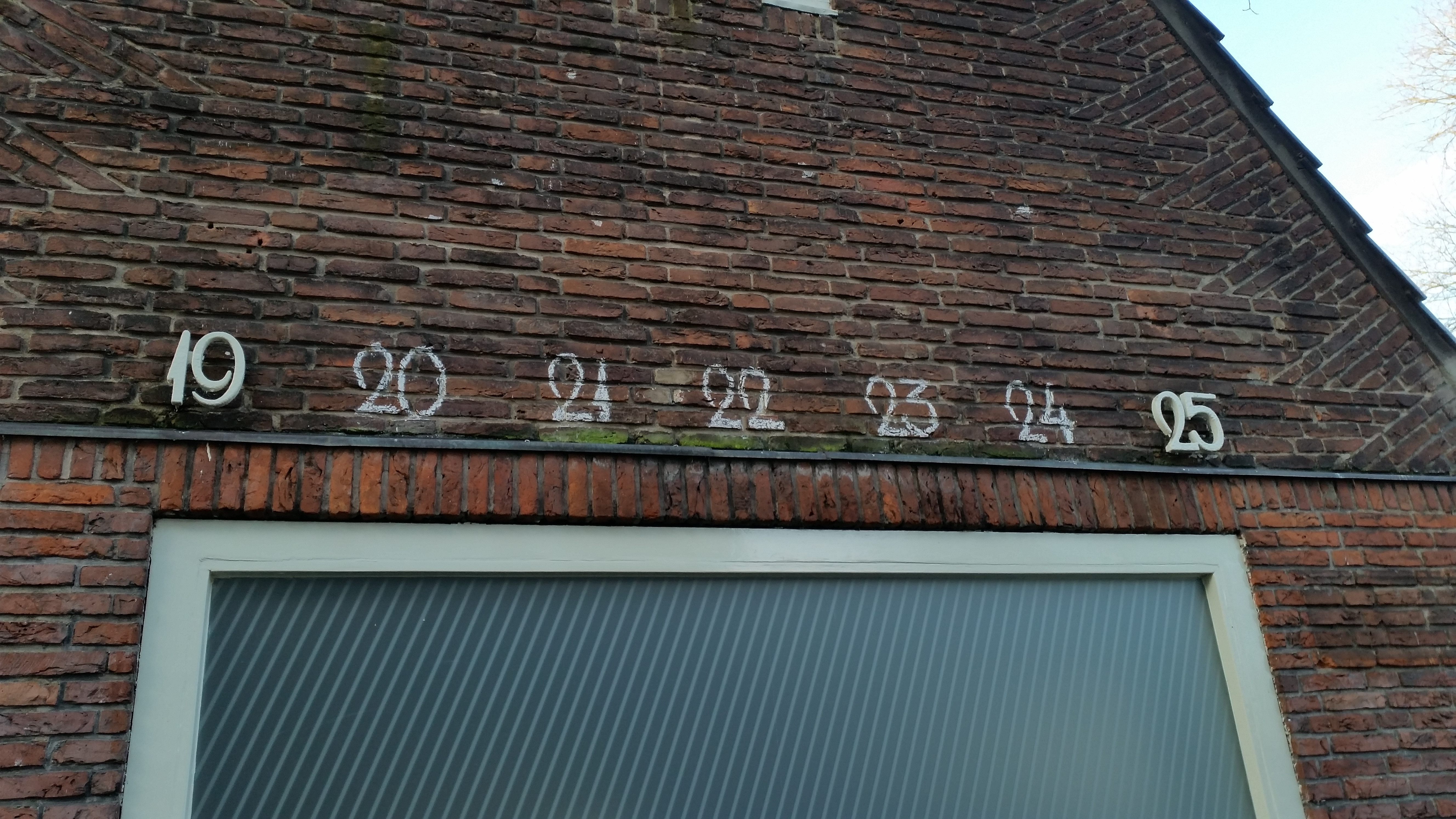
Streetart Frankey (januari 2020)

Oost ·
160 ·
158 ·
157 ·
156 ·
155 ·
151-154 ·
149-150 ·
145-146 ·
142-144 ·
140-141 ·
137-139 ·
135-136 ·
130-134 ·
129 ·
128 ·
125-127 ·
123-124 ·
116-122 ·
115 ·
110-113 ·
100-101 ·
97 ·
95-96 ·
93-94 ·
92 ·
91 ·
89-90 ·
87-88 ·
86 ·
85 ·
84 ·
82-83 ·
78-79 ·
77 ·
Heineken Brouwerij ·
74 ·
72-73 ·
69-70 ·
68 ·
67 ·
65-66 ·
64 ·
62-63 ·
60-60a ·
58-59 ·
56-57 ·
Willemshuis ·
Van Nispenhuis ·
Kapel van Sint Josephs Gezellen-Vereeniging ·
54 ·
52-53 ·
47-49 ·
Carel Willinkplantsoen ·
Polderhuis ·
Ruysdaelkade 2-4 ·
Judith Leysterbrug ·
42 (Rijksmuseum) ·
40-41 ·
31-35 ·
30 ·
29 ·
Park Centraal Amsterdam ·
Stedemaagd (Vondelpark) ·
Byzantium ·
Koepelkerk ·
12 (Marriott) ·
Persilhuis ·
7 ·
5 ·
3 ·
1 ·
West